# Église Notre-Dame-de-l'Assomption de Bidart
L'église Notre-Dame-de-l'Assomption est une église catholique située à Bidart, dans le département français des Pyrénées-Atlantiques en région Nouvelle-Aquitaine.
L'édifice a été construit ou reconstruit au XVIe siècle, dans un style défensif avec des murs épais.
Les fonts baptismaux datent de 1902, et ont été offerts par la reine Nathalie de Serbie .
L'édifice fait l’objet d’une inscription au titre des monuments historiques depuis le 3 août 2001.

## Histoire

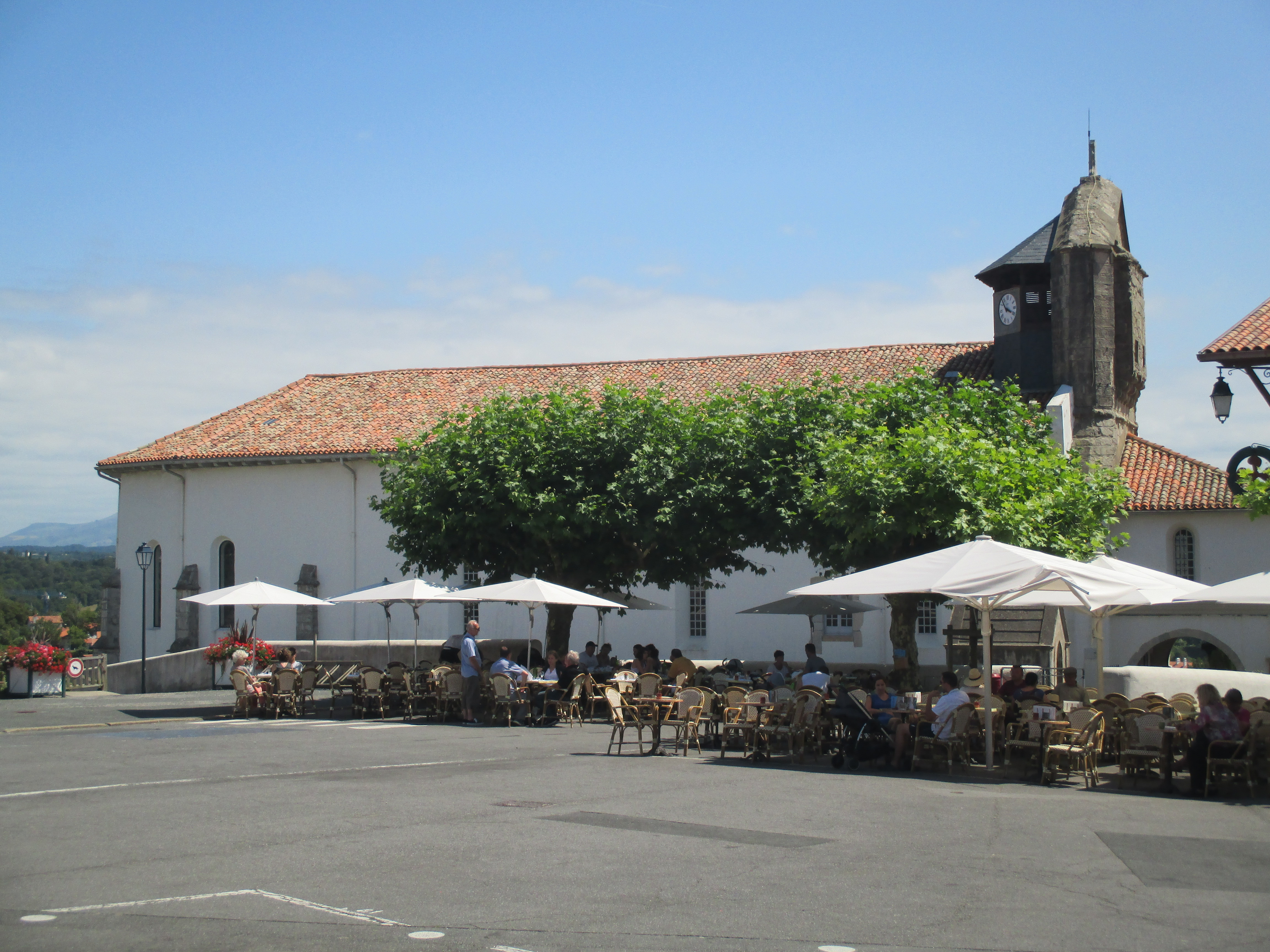
Côté nord.

L’âge de l’église actuelle peut être estimé à partir de deux indices. Le premier est un document, daté de 1578, actant une donation de Monseigneur de Sossiondo à la paroisse de Bidart. Le second est le linteau sculpté, en pierre, d’une fenêtre du mur nord de l’église, où figurent les noms des claviers (Bertran de Lafargue et Simon de Larregui), et datée de 1610.
D’après Jean Espilondo, une église primitive est à l’origine de l’église actuelle, qui s’est peu à peu agrandie pour devenir l’édifice que nous connaissons. L’église originelle était un édifice rectangulaire dont la largeur est donnée par la longueur d’adossement du mur-clocher, et la longueur par la partie rectiligne du mur nord.
Par la suite le mur-clocher fut bâti, soit contre le pignon ouest de l’église, soit pour le remplacer.
La population de la paroisse augmentant, un élargissement devint nécessaire. Le mur sud ancien fut abattu et un nouveau mur extérieur fut construit qui conduisit à élargir et surélever l’ancien mur-pignon ouest. Un porche fut érigé pour cacher la dissymétrie de l’ensemble.
L’abside, quant à elle, fut construite plus tard. Ces modifications semblent avoir été réalisées aux XVIe et XVIIe siècles (d’après Émile Davril, le dernier agrandissement est attesté en 1610).

Au XVIIe siècle, comme dans toutes les paroisses basques, devant l’accroissement de la population, une tribune au fond  de l’église, prolongée par des galeries latérales, fut érigée. En 1883, cette tribune du fond fut abattue pour faire place à l’orgue.
La Révolution amena son lot de destruction des biens religieux, et Bidart ne fut pas épargnée. L’église fut pillée et réquisitionnée pour servir de magasin de subsistances.
Enfin, au début du XXe siècle, un incendie détruisit les galeries et les plafonds. Les travaux de restauration furent entrepris, résultant en un plafond embelli par un remarquable travail de charpente et de menuiserie.
Les huit colonnes qui soutiennent les galeries sont en bois.

## L’intérieur de l’église
L’église de Notre-Dame-de-l’Assomption, dédiée donc à l'Assomption de Marie, recèle trois objets protégés par les monuments historiques. On trouve d’une part, un crucifix en ivoire du XVIIe siècle, situé dans le chœur, au-dessus de la statue représentant Notre-Dame-de-Lourdes.
Le second objet, également situé dans le chœur, est une statue de saint Jacques de Compostelle, du XVIIIe siècle, en bois massif. Le saint est représenté en habit de pèlerin. Les attributs (coquille ornant le chapeau, bourdon et gourde) sont manquants.
Enfin, les fonts baptismaux, dessinés par la princesse Ghika, sœur de Natalie de Serbie, réfugiée à Bidart, qui offrit l’objet au début du XXe siècle, sont visibles au fond de l’église, à gauche. Il s’agit d’un triptyque, dans le style byzantin, dont la peinture centrale symbolise la grâce du baptême. Celle-ci est entourée par des représentations, à gauche de Jeanne d’Arc, et à droite de Saint Louis. Le bandeau représente deux scènes : à gauche un cortège de baptême est représenté (décor inspiré de la chapelle d’Uronea) et à droite, les différents âges de la vie (enfance, jeunesse, maturité d’un couple et vieillesse) sont symbolisés.
Les vitraux datent du XXe siècle, et manifestent un parti-pris décoratif s’inspirant de l’Art nouveau. Le premier groupe, situé à gauche en partant du retable, représente en trois verrières le thème de l’Eucharistie-nourriture (symbolisation du Christ nourrissant les âmes de sa chair), celui de l’Eucharistie-sacrifice (symbolisation de l’immolation de Jésus), et celui de la papauté.
Un second groupe, à droite, évoque la foi (la Révélation, et saint Pierre, gardien de la foi), la lumière (inspirant l’amour divin) et la prière (encensoir fumant).
Le porche d’entrée est pavé de pierres tombales anciennes. Il est surmonté d'une salle capitulaire, où étaient déposées les archives et délibérations des assemblées des jurés et des maîtres de maisons qui s’y tenaient.
L’autel, surélevé, est en bois massif et date du XVIIIe siècle, tout comme le retable central. Ce dernier, installé entre 1747 et 1750, s’orne, en son sommet, de la croix du Christ. Elle surplombe une statue de Notre-Dame-de-l’Assomption, en fonte, qui a remplacé la statue d’origine. Celle-ci se trouve à présent au bas du retable secondaire de droite. La statue en fonte est entourée à gauche d’une représentation de saint Augustin et à droite d’une évocation de saint Irénée.
Sous cet étage se trouve un tabernacle monumental, encadré de deux saints martyrs, Étienne et Vincent.
En face de la chaire, la nef recèle un Christ en croix du XVIe siècle.
L’ex-voto suspendu au plafond est une goélette morutière de 1900.

## Galerie

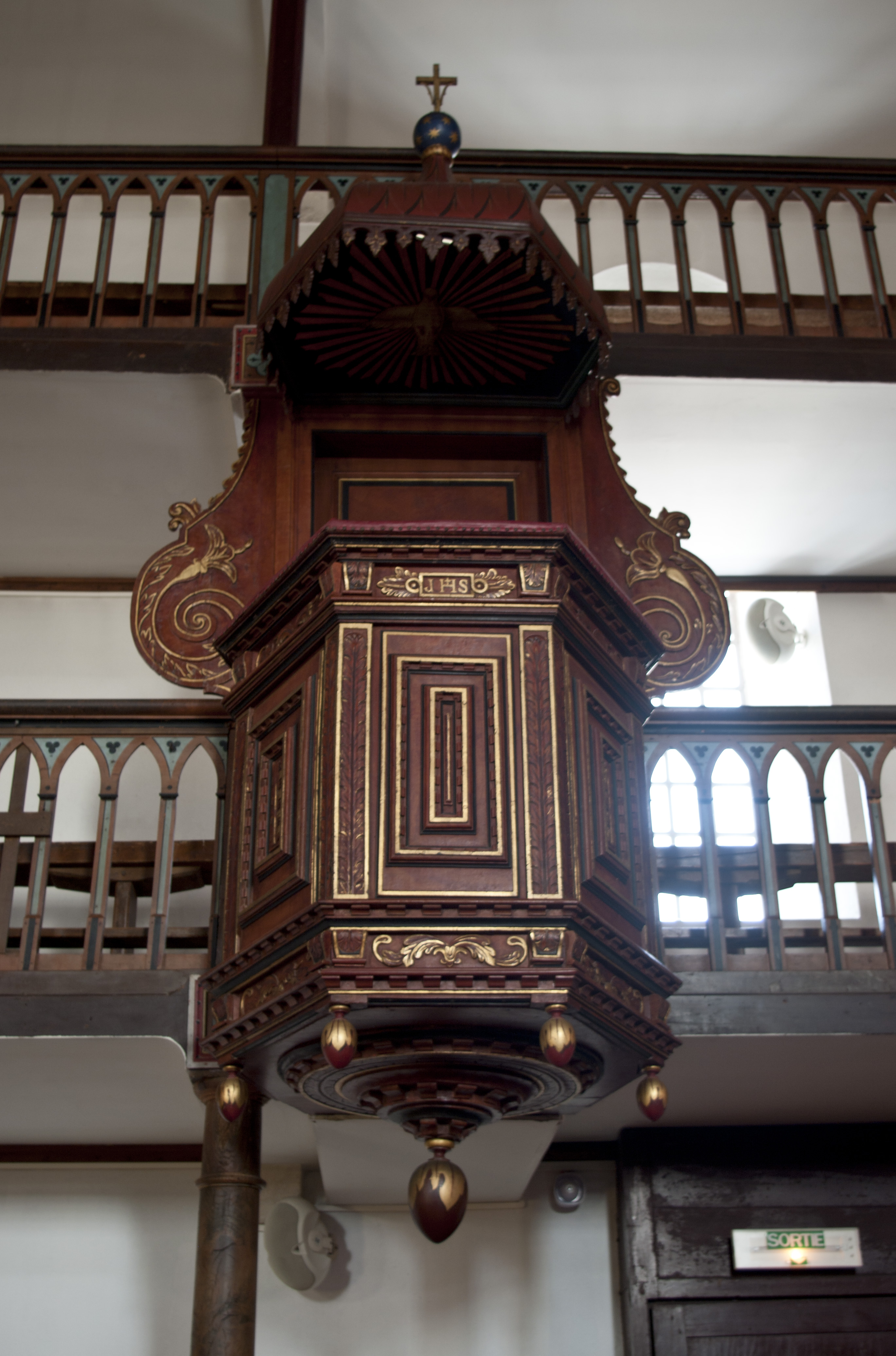
La chaire.
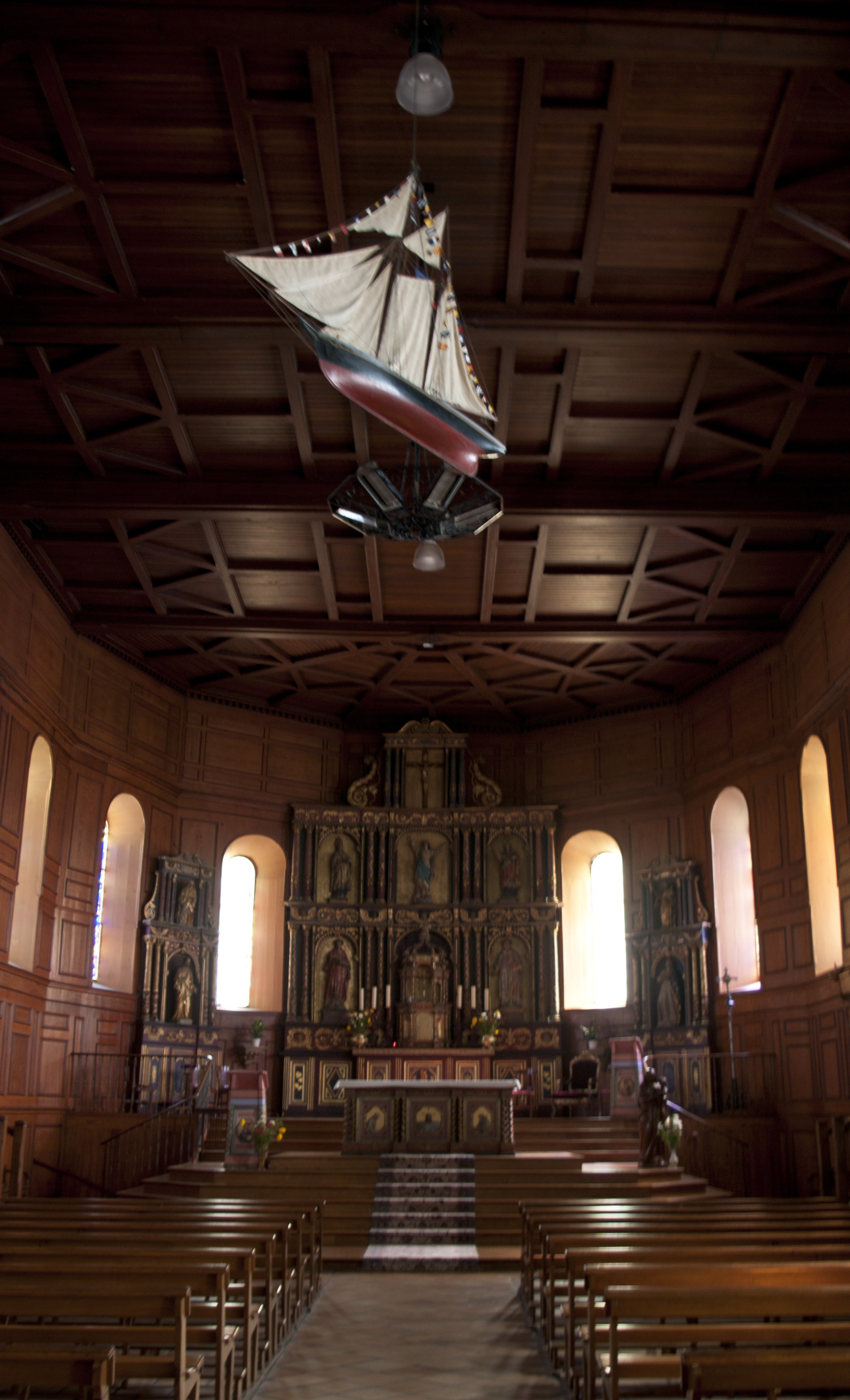
Le chœur.
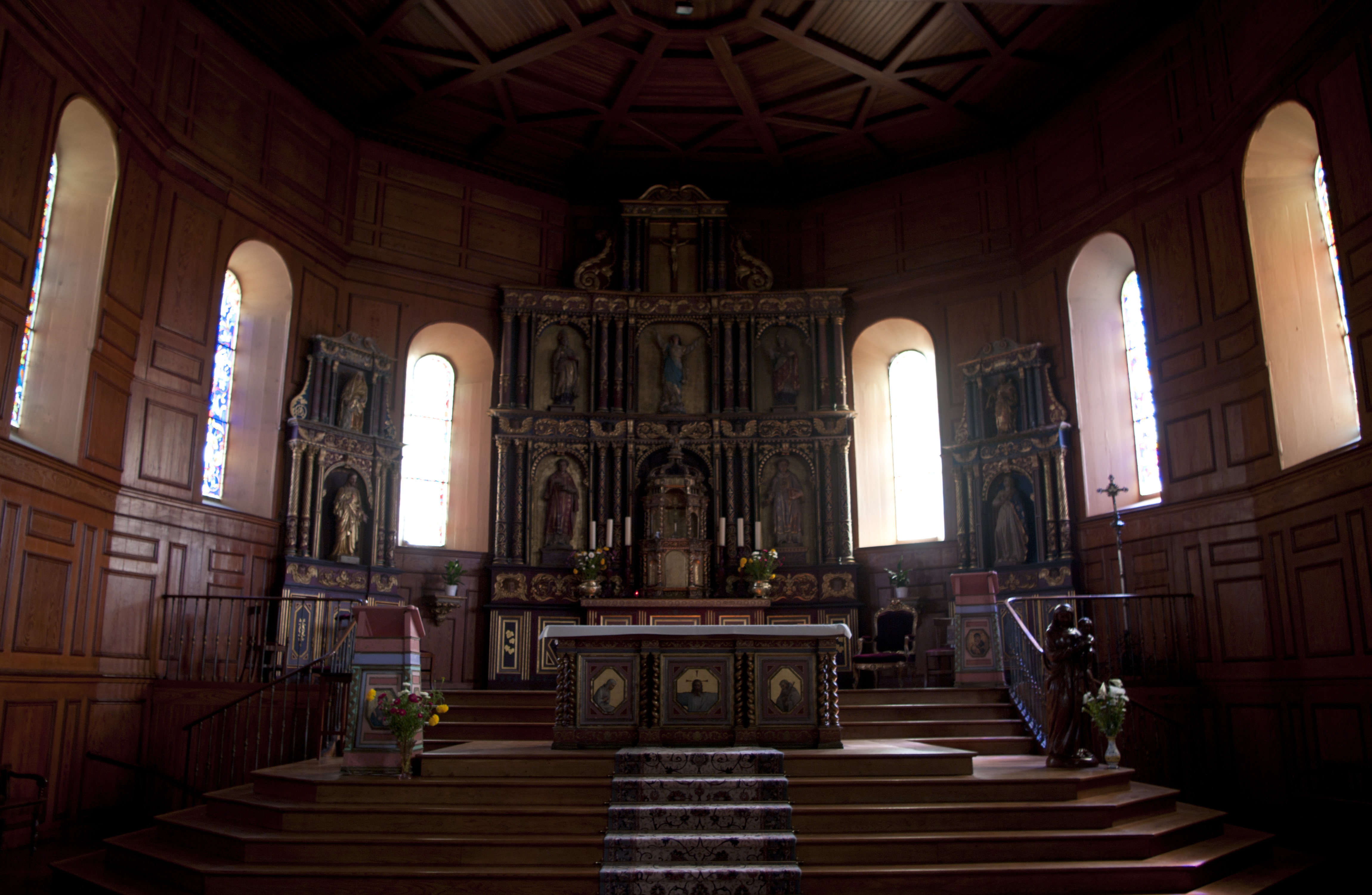
Le chœur.
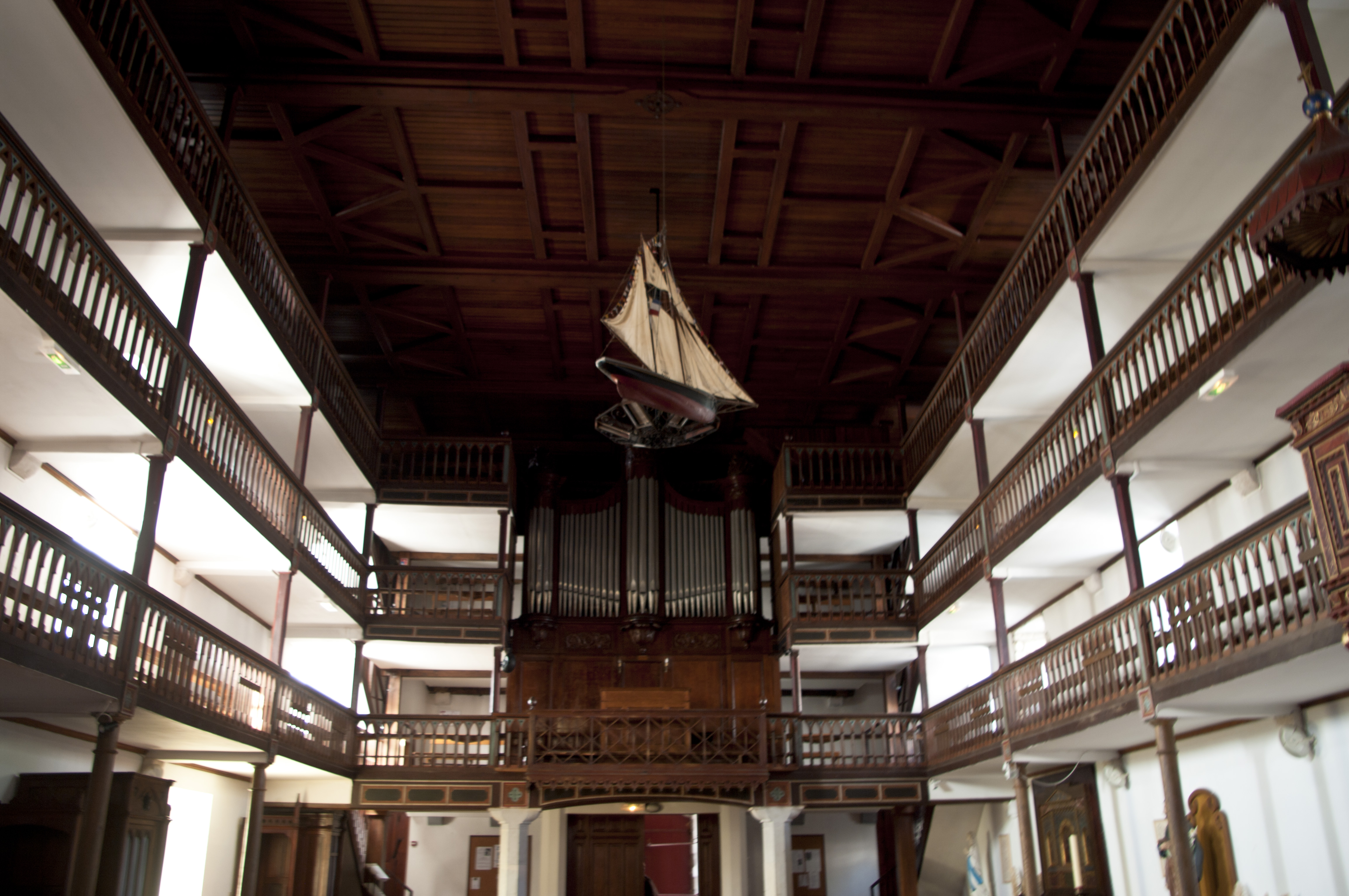
L'orgue et les tribunes.
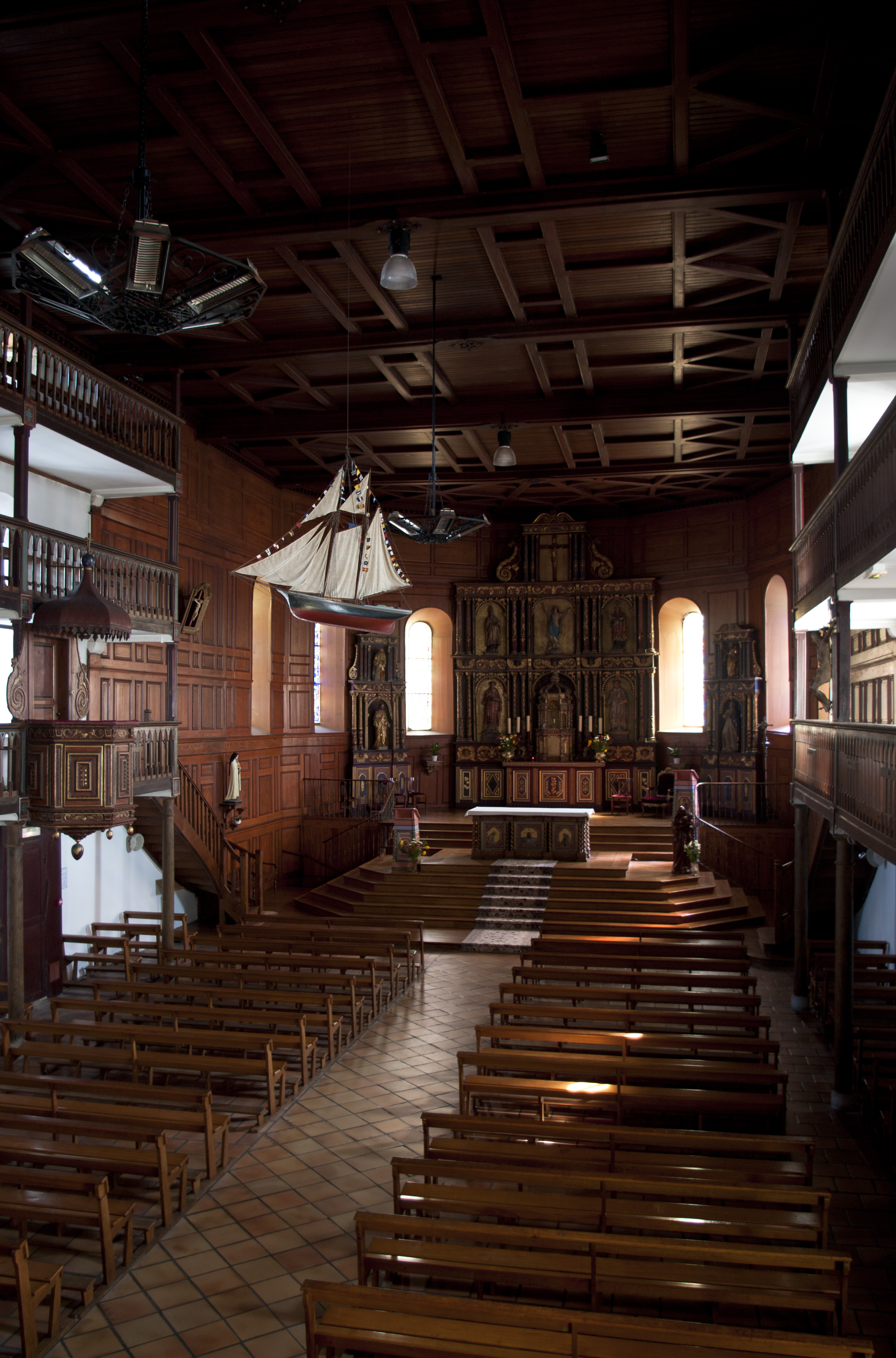
Vue globale de l'intérieur.
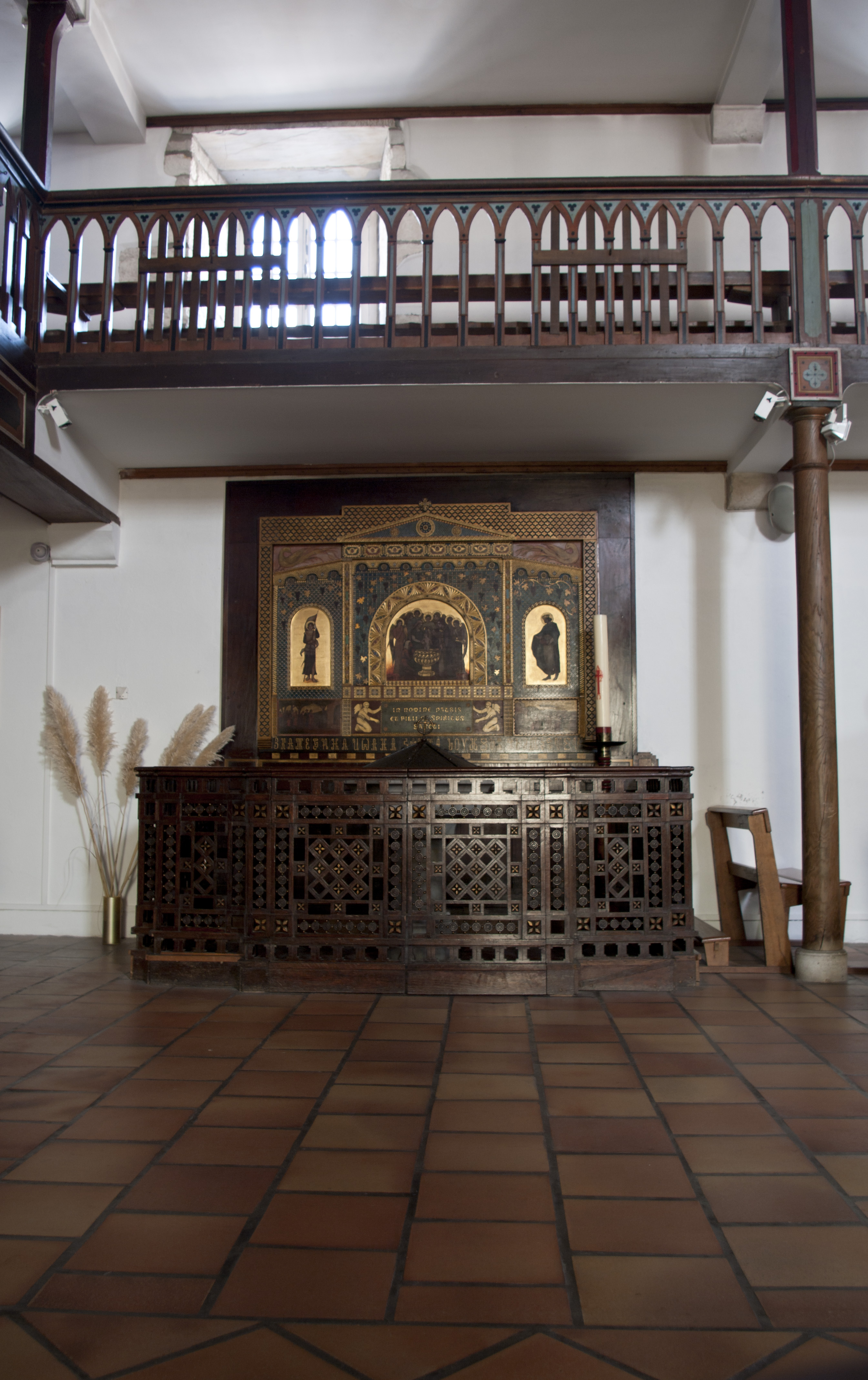
Les fonts baptismaux.